# Die verwandelten Elfen
Die verwandelten Elfen ist ein Märchen. Es ist in den Irischen Elfenmärchen der Brüder Grimm an Stelle 11 enthalten, die sie 1825 aus Fairy legends and traditions of the South of Ireland von Thomas Crofton Croker übersetzten.

## Inhalt
Der ehrliche alte Johann Mulligan glaubt fest an Geister. Einmal kommt er in Streit mit Jungen von der hohen Schule, die die Geschichten seiner Großmutter nicht glauben, zumal er nie selbst Elfen sah. Er reitet abends betrunken fort und sieht die Elfen um eine alte Eiche tanzen. Er holt die zwei Buben, die herausfinden, dass es Pilze sind. Seitdem heißt er der Pilzhans.

## Anmerkung
Nach Grimm: Der Titel lautete im Original fairies or no fairies?. Die Geschichte dient nicht dem Lächerlichmachen. Wer an Elfen glaubt, legt es so aus, dass sich die Elfen für Ungläubige in Pilze verwandeln, unter denen sie ja hausen.